# Hands (chanson des Ting Tings)
Pour les articles homonymes, voir Hands.
Singles de The Ting Tings
We Walk
(2010) Hang It Up
Hands (« Littéralement Mains ») est le septième single du groupe anglais dance-pop The Ting Tings. Le single, qui n'apparaît sur aucun de leurs albums, est sorti en version vinyle, digitale et CD audio le 11 octobre 2010. Il a été écrit par Katie White et Jules De Martino. La sonorité est similaire à l'indie pop des années 1980. Le single a été mixé par Calvin Harris, et a été joué en live en avant première au Wireless Festival de Londres le 2 juillet 2010. Lors de sa sortie le 11 octobre 2010, Hands a atteint la 29e place des UK Single Charts.

## Histoire
Les spéculations ont commencé en 2008, lorsque le groupe annonce travailler sur son second album et l'avoir écrit à Paris pour l'enregistrer dans un studio de Jazz à Berlin. Ils voulaient trouver un nouvel endroit pour pouvoir tester au mieux les sons qui sonnent bien, et ceux qui sonnent moins bien.
En janvier 2010, les deux chansons Help et Hands sont annoncées.
Le clip de la chanson est sorti le 5 septembre 2010. 

## Clip Vidéo
Le clip vidéo de Hands est diffusé pour la première fois le 5 septembre 2010. Il a été réalisé par Warren Fu dont les sonorités des années 1980 sont une spécialité. Katie White et Jules de Martino apparaissent tous les deux dans la vidéo, Katie en chantant et en étant aux claviers, Jules faisant de la batterie. La vidéo est entremêlée d'une histoire dans laquelle deux personnes travaillent beaucoup dans une usine "Working Too Hard".

## Liste des Titres
| 1. | Hands |                   | 3:19 |
| 2. | Hands | Retro Grade Remix | 8:12 |